# Список видань Чернігівської області
Список видань Чернігівської області

## Газети та журнали обласної сфери розповсюдження
| Індекс видання | Назва видання                                  | Періодичність на тиждень |
| 41721          | Аир                                            | 1                        |
| 86214          | Авоська с объявлениями                         | 1                        |
| 02189          | Весть                                          | 1                        |
| 89832          | Відомості Чернігівщини                         | 1                        |
| 61062          | Вісник Ч (для населення)                       | 1                        |
| 94529          | Вісник Ч (для підприємств)                     | 1                        |
| 61429          | Гарт (українською мовою)                       | 1                        |
| 49417          | Деснянка                                       | 1                        |
| 61651          | Деснянська правда (для населення)              | 1                        |
| 94530          | Деснянська правда (для підприємств)            | 1                        |
| 86476          | Діточки-квіточки, матуся, бабуся — чернігівцям | 1 р. на міс.             |
| 86477          | Домашній доктор — цілитель — чернігівцям       | 1 р. на міс.             |
| 86475          | Друг пенсіонера — чернігівцям                  | 1 р. на міс.             |
| 95349          | Живи з надією                                  | 2 р. на міс.             |
| 33581          | Из первых рук                                  | 1                        |
| 02125          | Літературний Чернігів (журнал)                 | 4р. на рік               |
| 61453          | Новини Городнянщини                            | 1                        |
| 22010          | Объявления по средам                           | 1                        |
| 09738          | Прилучаночка                                   | 1                        |
| 86498          | Свідомий погляд                                | 1                        |
| 61239          | Чернігівські відомості                         | 1                        |
| 91049          | Черниговские новости — Семь дней               | 1                        |
| 94502          | Чернігівщина: новини і оголошення              | 1                        |

## Газети районної сфери розповсюдження
| Назва районів       | Індекс | Назва видання                                                                         | Період-ть на тиждень |
| Бахмацький          | 61450  | Голос Присеймів'я (для населення)                                                     | 1                    |
| Бахмацький          | 94537  | Голос Присеймів'я (для підприємств)                                                   | 1                    |
| Бахмацький          | 95531  | Порадник                                                                              | 1                    |
| Бахмацький          | 99265  | Порадник (пільгова для ветеранів війни, праці, ліквідаторів на ЧАЕС, воїнів-афганців) | 1                    |
| Бобровицький        | 61451  | Наше життя                                                                            | 1                    |
| Борзнянський        | 63661  | Вісті Борзнянщини                                                                     | 1                    |
| Варвинський         | 63962  | Слово Варвинщини                                                                      | 1                    |
| Ічнянський          | 61454  | Трудова слава (для населення)                                                         | 1                    |
| Ічнянський          | 96167  | Трудова слава (для підприємств)                                                       | 1                    |
| Козелецький         | 60034  | Новини Придесення                                                                     | 1                    |
| Коропський          | 61456  | Нові горизонти                                                                        | 1                    |
| Коропський          | 99287  | Коропщина                                                                             | 1                    |
| Корюківський        | 61467  | Маяк                                                                                  | 1                    |
| Куликівський        | 63607  | Поліська правда                                                                       | 1                    |
| Менський            | 61457  | Наше слово                                                                            | 1                    |
| Ніжинський          | 63675  | Ніжинський вісник                                                                     | 1                    |
| Новгород-Сіверський | 61458  | Сіверський край                                                                       | 1                    |
| Носівський          | 63688  | Носівські вісті                                                                       | 1                    |
| Прилуцький          | 61238  | Прилуччина в новинах, подіях, коментарях (для населення)                              | 1                    |
| Прилуцький          | 94540  | Прилуччина в новинах, подіях, коментарях (для підприємств)                            | 1                    |
| Прилуцький          | 86278  | Прилуччина плюс                                                                       | 1                    |
| Ріпкинський         | 61460  | Життя Полісся                                                                         | 1                    |
| Семенівський        | 63690  | Життя Семенівщини (для населення)                                                     | 2                    |
| Семенівський        | 94538  | Життя Семенівщини (для підприємств)                                                   | 2                    |
| Сосницький          | 63631  | Вісті Сосниччини (для населення)                                                      | 1                    |
| Сосницький          | 94536  | Вісті Сосниччини (для підприємств)                                                    | 1                    |
| Сосницький          | 95292  | Час                                                                                   | 1                    |
| Срібнянський        | 63992  | Срібнянщина (для населення)                                                           | 1                    |
| Срібнянський        | 94534  | Срібнянщина (для підприємств)                                                         | 1                    |
| Талалаївський       | 63693  | Трибуна хлібороба (для населення)                                                     | 1                    |
| Талалаївський       | 94532  | Трибуна хлібороба (для підприємств)                                                   | 1                    |
| Чернігівський       | 68698  | Наш край                                                                              | 1                    |
| Щорський            | 61465  | Промінь                                                                               | 1                    |

## Газети міської сфери розповсюдження
| Назва міста | Індекс | Назва видання     | Періодичність на тиждень |
| Ніжин       | 33852  | Вісті             | 1                        |
| Ніжин       | 49913  | Оголошення Ніжина | 1                        |
| Прилуки     | 22179  | Град-Прилуки      | 1                        |

## Джерело
Чернігівська дирекція Українського державного підприємства поштового зв'язку «Укрпошта». «Каталог видань Чернігівської області» на 2015 рік.